# Агостини, Стефано
Стефано Агостини (итал. Stefano Agostini; 1614, Форли, Папская область — 21 марта 1683, Рим, Папская область) — итальянский куриальный кардинал и доктор обоих прав. Титулярный архиепископ Гераклеи Европейской с 3 декабря 1669 по 1 сентября 1681. Секретарь мемориальных дат с 3 декабря 1669 по 28 сентября 1676. Апостольский про-датарий с 28 сентября 1676 по 21 марта 1683. Кардинал-священник с 1 сентября 1681, с титулом церкви Сан-Джованни-а-Порта-Латина с 22 сентября 1681 по 21 марта 1683.